# هوغو بلاك
هوغو لافاييت بلاك (27 فبراير 1886- 25 سبتمبر 1971) محامي وسياسي وقاضي أمريكي، عمل عضوًا في مجلس الشيوخ الأمريكي منذ عام 1927 إلى عام 1937، وشغل منصب معاون قاضٍ في المحكمة العليا للولايات المتحدة منذ عام 1937 إلى عام 1971. أيد بلاك، وهو عضو في الحزب الديمقراطي ومناصر مخلص لبرامج الصفقة الجديدة، فرانكلين روزفلت في الانتخابات الرئاسية لعامي 1932 و1936. بعد أن ذاع صيت بلاك في مجلس الشيوخ كإصلاحي، رشحه الرئيس روزفلت للمحكمة العليا، ووافق مجلس الشيوخ على ذلك بأغلبية أصوات بلغت 63 صوتًا مقابل 16 صوتًا (صوت 6 من أعضاء مجلس الشيوخ الديمقراطيين و10 أعضاء جمهوريين ضده). كان الأول من بين تسعة رشحهم روزفلت للمحكمة، وتجاوز الجميع باستثناء وليام أو. دوغلاس.
بصفته خامس أقدم قاض في تاريخ المحكمة العليا، كان بلاك أحد أكثر قضاة المحكمة العليا نفوذًا في القرن العشرين. اشتهر بلاك بدفاعه عن قراءة نصية لدستور الولايات المتحدة وموقفه من أن الحريات المكفولة في وثيقة حقوق الولايات المتحدة قد فُرضت على الولايات («أُدمجت») بموجب التعديل الرابع عشر. خلال حياته السياسية، اعتُبر بلاك مناصرًا قويًا للسياسات الليبرالية والحريات المدنية.
خلال الحرب العالمية الثانية، دون بلاك رأي الأغلبية في قضية كوريماتسو ضد الولايات المتحدة (1944)، مؤيدًا اعتقال الأمريكيين اليابانيين الذي حدث. عارض السيد بلاك مبدأ مراعاة الأصول القانونية (وقد أدى تفسير المحكمة العليا لهذا المفهوم المناهض لبرامج الصفقة الجديدة إلى استحالة قيام الحكومة بإصدار تشريع ادعى المحافظون أنه يتدخل في الحرية المزعومة لأصحاب الأعمال التجارية)، معتقدًا أنه لا أساس في صياغة الدستور للحق في الخصوصية، وقد صوّت ضد ذلك في قضية غريسوولد ضد كونيتيكت (1965).
قبل أن يصبح عضوًا في مجلس الشيوخ الأمريكي، اعتنق بلاك آراء معادية للكاثوليكية، وكان عضوًا في جماعة كو كلوكس كلان في ولاية ألاباما، لكنه استقال في سنة 1925. بعد سنوات، قال: «قبل أن أصير عضوًا في مجلس الشيوخ، استقلت من جماعة الكلان. لم يُعد لي علاقة بها منذ ذلك الوقت. لقد تركتها، وأوقفتُ تمامًا ارتباطي بها».

## حياته المهنية في المحكمة العليا
بمجرد أن بدأ السيد بلاك عمله في المحكمة، دعا إلى الانضباط القضائي وعمل على إبعاد المحكمة عن التدخل في المسائل الاجتماعية والاقتصادية. دافع السيد بلاك بقوة عن «المعنى الواضح» للدستور، المتأصل في أفكار عصره، وشدد على سيادة السلطة التشريعية، وبالنسبة لبلاك، فإن دور المحكمة العليا محدود ومحدد دستوريًا.
خلال سنواته الأولى في المحكمة العليا، ساعد بلاك في نقض العديد من قرارات المحكمة السابقة التي استندت إلى تفسير ضيق للسلطة الفيدرالية. بذلك جرى تأييد العديد من قوانين برامج الصفقة الجديدة التي كان من الممكن إلغاؤها في وقت سابق. في عام 1939، انضم السيد فيليكس فرانكفورتر والسيد وليام أو. دوغلاس بجانب بلاك إلى المحكمة العليا. صوَّت دوغلاس جنبًا إلى جنب مع بلاك في العديد من القضايا، وخاصة تلك المتعلقة بالتعديل الأول، في حين سرعان ما أصبح فرانكفورتر واحدًا من خصوم بلاك الأيديولوجيين. منذ عام 1946 حتى عام 1971، كان السيد بلاك كبير معاوني القضاة في المحكمة العليا للولايات المتحدة.

## روابط خارجية
- هوغو بلاك على موقع الموسوعة البريطانية (الإنجليزية)
- هوغو بلاك على موقع إن إن دي بي (الإنجليزية)